# Danh sách câu lạc bộ bóng đá ở Nam Phi
Đây là danh sách các câu lạc bộ bóng đá ở Nam Phi.
Về danh sách đầy đủ, xem Thể loại:Câu lạc bộ bóng đá Nam Phi

## A
- Addington F.C.
- African Wanderers
- African Warriors F.C.
- African Winners F.C.
- Ajax Cape Town F.C.
- Als Puk Tawana
- AmaZulu F.C.
- Arcadia Shepherds F.C.
- Atlie FC
- Avendale Athletico

## B
- Baroka F.C.
- Batau F.C.
- Battswood F.C.
- Bay Academy
- Bay Stars F.C.
- Bay United F.C.
- Bid Boys F.C.
- Bidvest Wits F.C.
- Black Leopards F.C.
- Blackburn Rovers FC (South Africa)
- Blackpool F.C. (South Africa)
- Bloemfontein Celtic F.C.
- Bloemfontein Young Tigers
- Bush Bucks F.C. (2007)

## C
- Carara Kicks F.C.
- Celtic Colts
- Chippa United F.C.

## D
- Delfos F.C. (est. 1946)
- Durban City F.C. (2009)
- Durban Stars F.C.
- Durban United F.C.
- Dynamos F.C. (South Africa)

## E
- East London United F.C.

## F
- F.C. Cape Town
- FC AK
- FC Buffalo (South Africa)
- Free State Stars F.C.
- Flying Birds F.C.

## G
- Garankuwa United F.C.
- Germiston Callies F.C.
- Giant Blackpool
- Greenpoint Sportif F.C.

## H
- Hanover Park F.C.
- Hellas FC
- Highlands Park F.C.

## I
- Ikapa Sporting F.C.

## J
- Jomo Cosmos F.C.

## K
- Kaizer Chiefs F.C.
- Kargo A.F.C.

Kathorus Hyper Academy

## L
- Lamontville Golden Arrows F.C.
- Louisvale Pirates
- Lusitano F.C.

## M
- M Tigers F.C.
- Maluti FET College F.C.
- Mamelodi Sundowns F.C.
- Maritzburg F.C.
- Maritzburg United F.C.
- Michau Warriors
- Mighty Birds
- Milano United F.C.
- Mitchells Plain United F.C.
- Moroka Swallows F.C.
- Mother City F.C.
- Mpumalanga Black Aces F.C.
- Nathi Lions F.C.
- NMMU F.C.
- New Jack City F.C.
- Orlando Spurs(Prince Albert)
- OR Tambo Cosmos
- Orlando Pirates

## P
- Parkhurst Academy
- Platinum Stars F.C.
- Polokwane City F.C.
- Polokwane United FC
- Port Elizabeth Blackpool
- Pretoria

## R
- Rabali Blackpool
- Rangers F.C. (Johannesburg)
- Real Madrid (South Africa)
- Roses United F.C.
- Real Aces F.C.
- Royal Bucks F.C (Motherwell. P.E)

## S
- Santos F.C. (South Africa)
- Saxon Rovers F.C.
- Sivutsa Stars F.C.
- Sobantu Shooting Stars
- SuperSport Tottenham Hotspur Academy
- SuperSport United F.C.
- Sporting FC Johannesburg

## T
- Tembu Royals FC
- Thanda Royal Zulu F.C.
- Trabzon FC

## U
- United FC (South Africa)

Thosoleng FC

## V
- Vasco da Gama (South Africa)

## W
- Western Province United F.C.
- Results at safaonline.co.za Lưu trữ ngày 3 tháng 3 năm 2016 tại Wayback Machine